# Erik Edlund

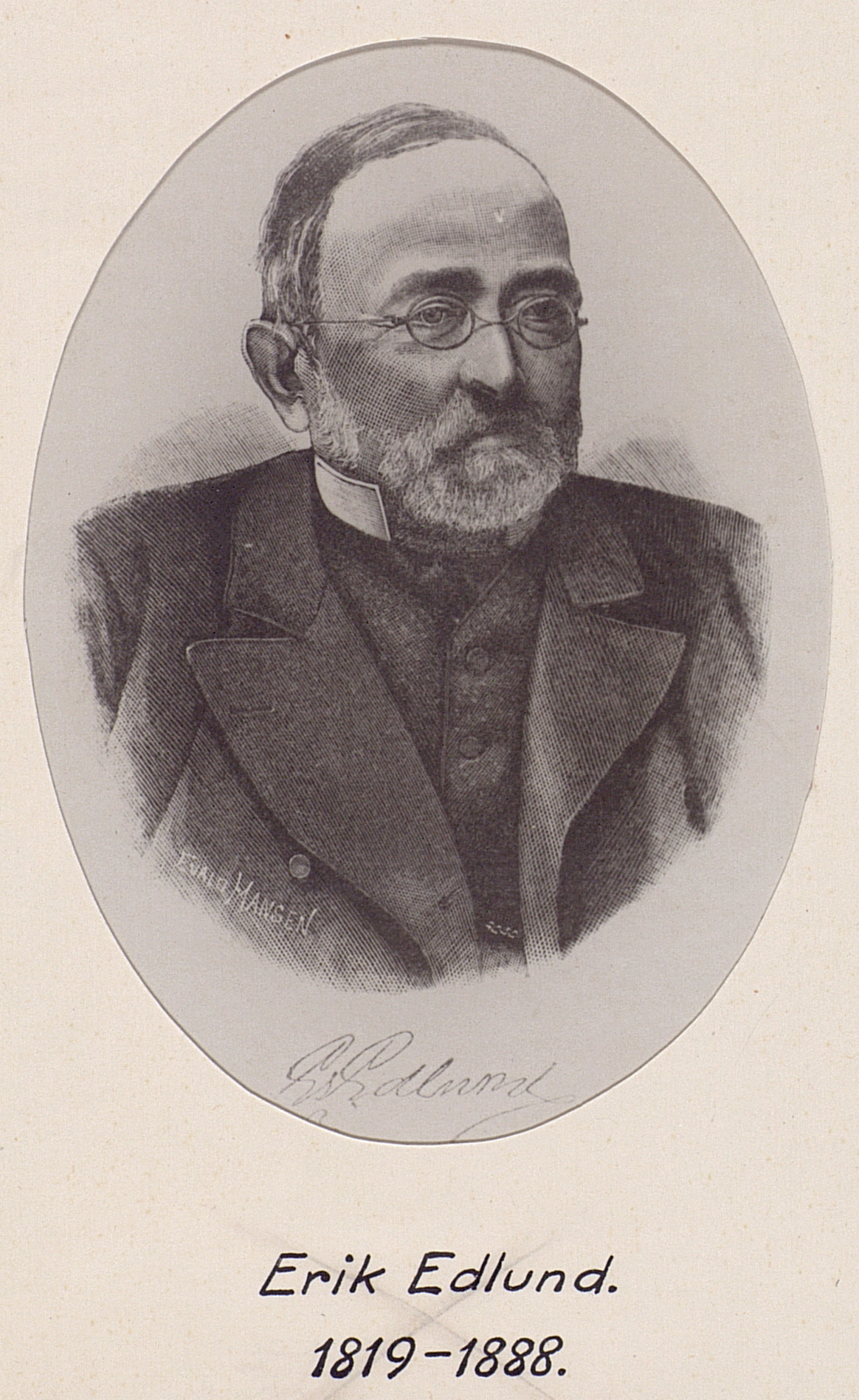
Erik Edlund

Erik Edlund (* 14. März 1819 in der Kirchengemeinde Edsberg, Gemeinde Lekeberg; † 19. August 1888 in Stockholm) war ein schwedischer Physiker und Meteorologe.

## Leben
Edlund studierte ab 1840 Mathematik und Physik an der Universität Uppsala und verfasste seine Dissertation 1845 unter Svanberg. Anschließend ging er für zwei Jahre an die Universität Leipzig zu Wilhelm Eduard Weber. Edlund arbeitete dann in Uppsala als Privatdozent, ehe er 1850 von der Königlich Schwedischen Akademie der Wissenschaften zum Professor der Physik ernannt wurde. 1871 wurde Edlund Vorsitzender in der Direktion für die Königlich Technische Hochschule Stockholm. Bei den Wahlen zum schwedischen Reichstag 1872 errang Edlund den Sitz für die Stadt Stockholm.
1858 wurden auf Anregung Edlunds meteorologische Beobachtungsstationen in Schweden eingeführt. Die anschließenden Beobachtungen standen bis 1873 unter seiner Leitung und wurden nahtlos von der neu errichteten meteorologischen Zentralanstalt weitergeführt. Edlund veröffentlichte seine Beobachtungen in 14 Bänden, die auf Kosten der Akademie der Wissenschaften herausgegeben wurden.
Als Forscher hat sich Edlund hauptsächlich mit der Elektrizitätslehre beschäftigt und etwa 70 Abhandlungen hierzu verfasst, die in den Schriften der Akademie der Wissenschaften, in den Annalen der Physik und Chemie, im Philosophical Magazine und den Annales de Chimie et de Physique erschienen sind. Auch arbeitete er über Flüssigkeitsbewegungen und die Polarisation von Licht. Er beschrieb unter anderem eine Möglichkeit, elektrische Signale über eine Leitung gleichzeitig auszutauschen. Edlund ist bekannt als Doktorvater von Svante Arrhenius. 1866 wurde er zum korrespondierenden Mitglied der Göttinger Akademie der Wissenschaften und 1882 zum Mitglied der Leopoldina gewählt. Ab 1870 war er korrespondierendes Mitglied der Russischen Akademie der Wissenschaften in Sankt Petersburg.